# Xã Pike, Quận Fulton, Ohio
Xã Pike (tiếng Anh: Pike Township) là một xã thuộc quận Fulton, tiểu bang Ohio, Hoa Kỳ. Năm 2010, dân số của xã này là 1.854 người.